# Horisme alticameruna
Horisme alticameruna är en fjärilsart som beskrevs av Claude Herbulot 1988. Horisme alticameruna ingår i släktet Horisme och familjen mätare. Inga underarter finns listade i Catalogue of Life.